# Tântalo

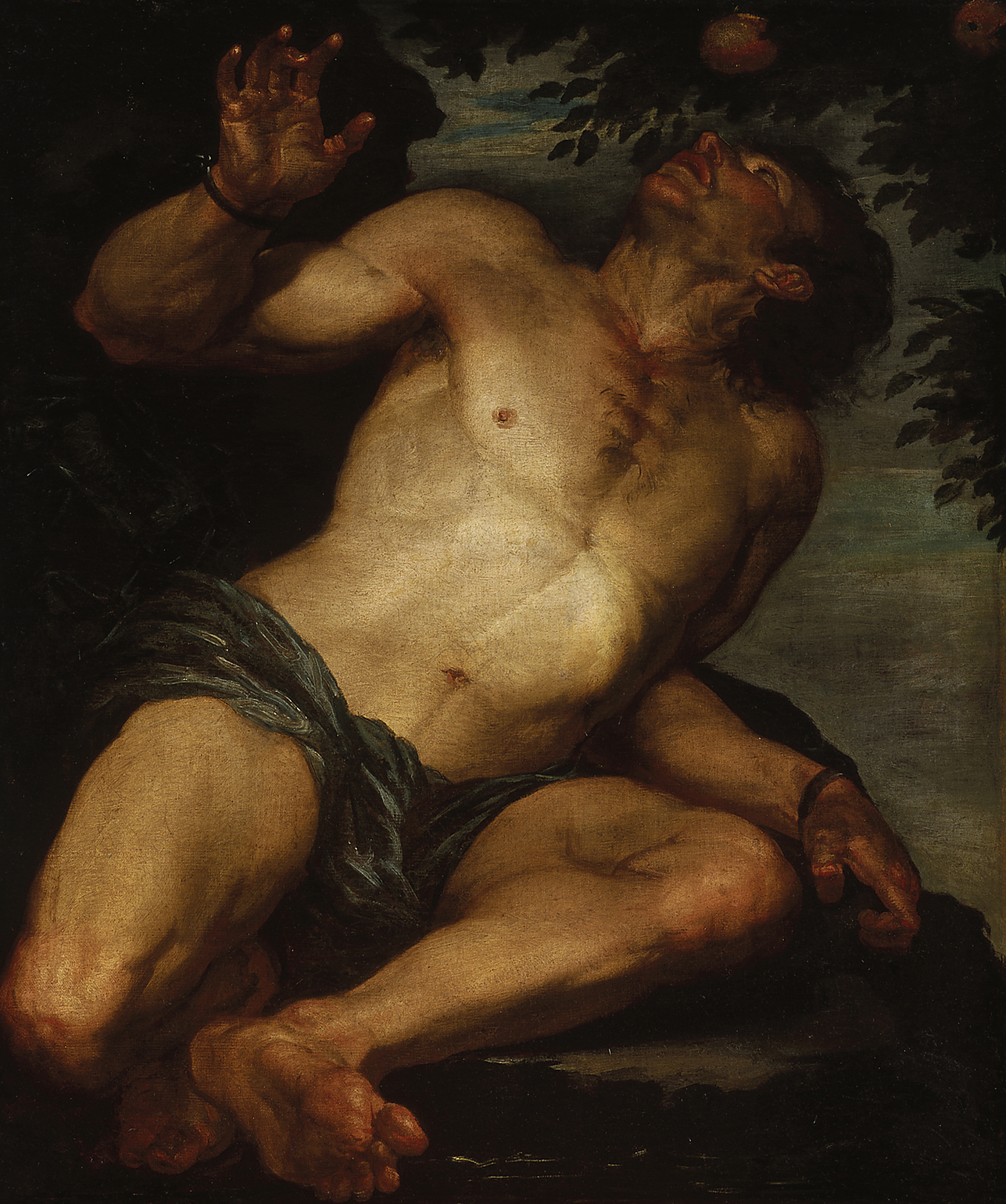
Tântalo por Gioacchino Assereto

Na mitologia grega, Tântalo foi um mitológico rei da Frígia ou da Lídia, casado com Dione. Ele era filho de Zeus e da princesa Plota. Segundo outras versões, Tântalo era filho do Rei Tmolo da Lídia (deus associado à montanha de mesmo nome). Teve dois filhos: Níobe e Pélope.
Em sua história, conta-se que, ousando testar a omnisciência dos deuses, roubou os manjares divinos e serviu-lhes a carne do próprio filho Pélope num festim. Como castigo foi lançado ao Tártaro, onde, num vale abundante em vegetação e água, foi sentenciado a não poder saciar sua fome e sede, visto que, ao aproximar-se da água esta escoava e ao erguer-se para colher os frutos das árvores, os ramos moviam-se para longe de seu alcance sob a força do vento. A expressão  suplício de Tântalo refere-se ao sofrimento daquele que deseja algo aparentemente próximo, porém, inalcançável, a exemplo do ditado popular "Tão perto e, ainda assim, tão longe".
Existem outras versões para o motivo de Tântalo ter sido punido. Diodoro Sículo diz que Tântalo, rei da Paphlagonia na Ásia, por ser filho de Zeus, foi admitido na mesa dos deuses, ouviu seus segredos, e divulgou entre os mortais, sendo punido por isso.
O nome Tântalo aparece no Canto XI da Odisseia de Homero, nos versos 582-592.
Na edição de 2011 pela Editora 34 e tradução de Trajano Vieira:
"Dentro de paul cruzei com Tântalo

sofrente, pois que a água lhe lambia o mento.

Sedento, não tocava nela: toda vez

que o velho se curvava com garganta seca,

a água tragada se ocultava, e, aos pés, o solo

enegrecia, pois um demo a ressecava.

Pendiam frutos de árvores altifrondosas

sobre a cabeça: rútilas maçãs, romãs,

peras, dulçor de figo, olivas suculentas,

mas quando o ancião erguia as mãos para colhê-las,

o vento as arrojava em meio a umbrosa nuvem."